# Saint-Jouvent
Saint-Jouvent (tiếng Occitan: Sent Jauvenç) là một xã của tỉnh Haute-Vienne, thuộc vùng Nouvelle-Aquitaine, miền trung nước Pháp.